# Coca en los Estados Unidos

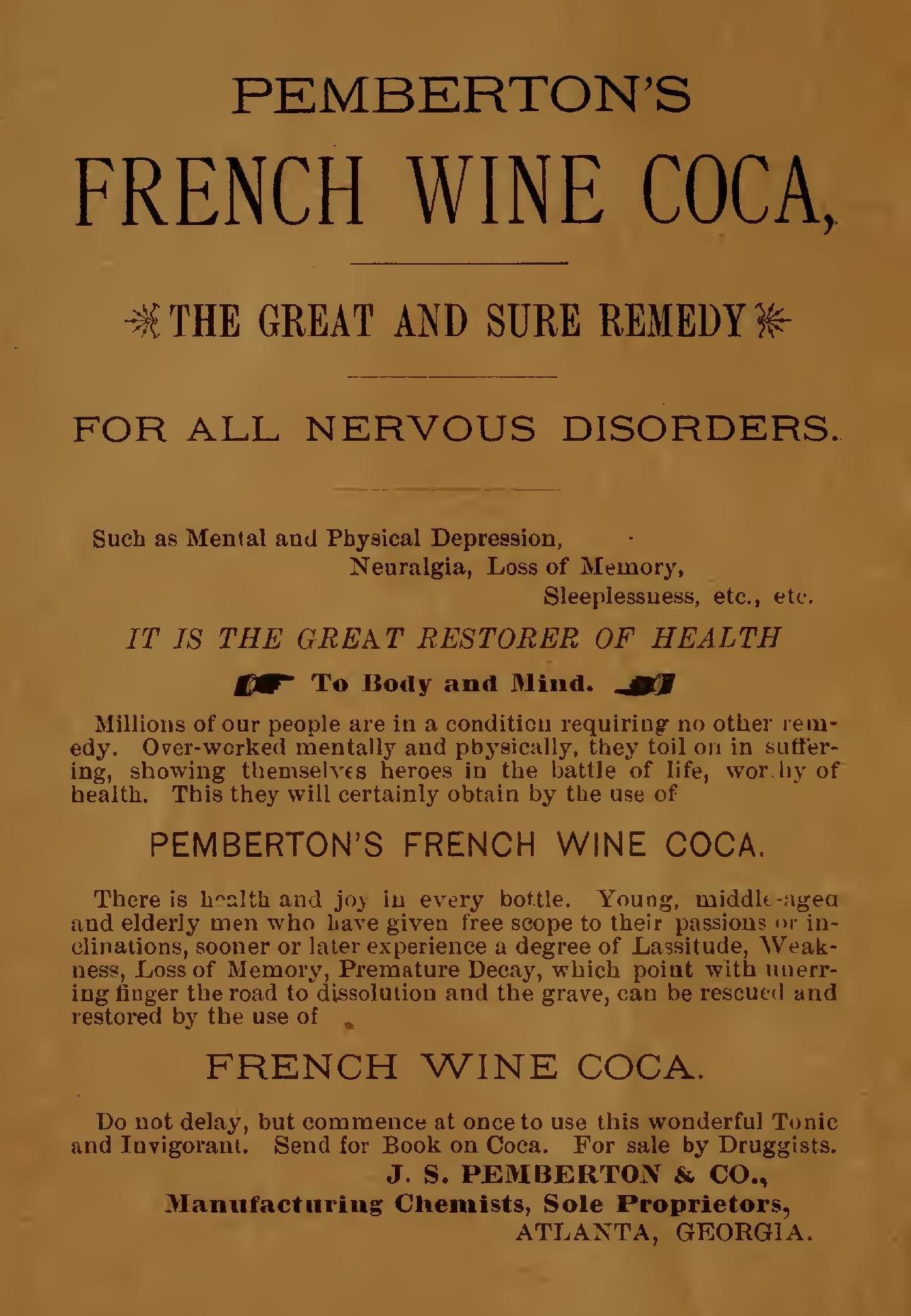
Aviso publicitario de la bebida de Pemberton

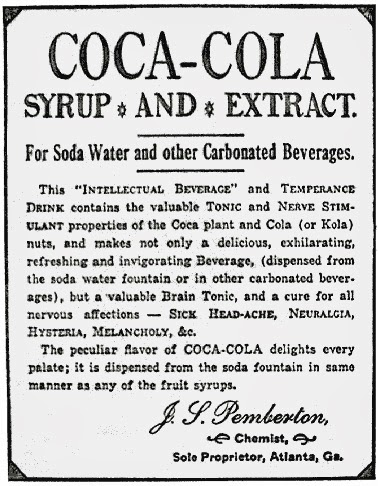
En 1886, la publicidad de Coca-Cola se basaba en la promoción de sus ingredientes principales: los extractos de la hoja de coca y la nuez de cola

La coca en los Estados Unidos es importada desde Perú y Bolivia para la elaboración de clorhidrato de cocaína y un extracto utilizado como insumo en la fabricación de la bebida Coca-Cola. Estados Unidos es el primer y único país importador de hojas de coca en el mundo. La Compañía Stepan en Nueva Jersey es la única importadora legal de hoja de coca en el mundo. Es ilegal si otra empresa o cualquier persona ingresa hojas de coca a Estados Unidos por cualquier motivo.

## Antecedentes
En 1860 el farmacéutico y químico alemán Albert Niemann, discípulo de Friedrich Wöhler y asistente de Carl von Scherzer, descubrió el alcaloide cocaína en su forma cristalina: el clorhidrato de cocaína. En 1884 el oftalmólogo austríaco Carl Köller comprobó las propiedades anestésicaos del clorhidrato de cocaína, lo que sugirió su primer uso clínico. Como primer anestésico local verdaderamente eficaz, la cocaína revolucionó rápidamente las posibilidades y el progreso de la cirugía occidental, especialmente en la cirugía ocular.

## Historia
Durante el siglo XIX, las hojas de coca y el clorhidrato de cocaína no fueron categorizadas como sustancias controladas en los Estados Unidos.

### SigloXIX
A partir de 1884, el Perú empezó a exportar hojas secas de coca de las variedades Huánuco (Erythroxylum coca var. coca) y Trujillo (Erythroxylum novogranatense var. truxillense) a los Estados Unidos. Las hojas fueron utilizadas para elaborar clorihidrato de cocaína y como parte de los insumos para la elaboración de bebidas como el Pemberton's French Wine Coca (desde 1884) y Coca-Cola (desde 1886), ambas creadas por el farmacéutico John Stith Pemberton.
Hacia 1900, se importaban de 600 a 1000 toneladas anualmente de hojas de coca para la elaboración de clorhidrato de cocaína y la bebida Coca-Cola, principalmente de la variedad coca Trujillo desde Perú. Estas eran destinadas a ocho empresas mayoristas de medicamentos, productos farmacéuticos y empresas químicas: Parke, Davis & Co., Squibb, Mallinckrodt, McKesson & Robbins, Scheiffelin & Co., Powers-Weightman-Rosengarden, y New York Quinine and Chemical.

### SigloXX
En 1903, The Coca-Cola Company contrata a Schaeffer Alkaloidal Works en Maywood, Nueva Jersey, para elaborar el jarabe de coca descocainizado, llamado Mercancía no. 5, utilizado como insumo en el proceso de manufactura de la bebida Coca-Cola. La decisión de contratar a la empresa Schaeffer Alkaloidal Works se debe, según el historiador Paul Gootenberg, a «que tenía sentido político para Coca-Cola ceder discretamente esta controvertida operación a una empresa independiente».
En 1910, sin embargo, las actitudes y políticas estadounidenses se habían vuelto dramáticamente contra la coca y la cocaína por igual, y Estados Unidos comenzó su larga campaña global para desterrar la cocaína. Es así que el 17 de diciembre de 1914 se aprobó la Ley Harrison de Impuestos sobre Narcóticos, que regulaba y aplicaba impuestos a la producción, importación y distribución de opiáceos y productos de coca.
En 1922, el Congreso aprobó la ley Jones-Miller, oficialmente conocida como Ley de Importación y Exportación de Estupefacientes con el objetivo limitar el consumo de narcóticos. Esta ley prohibió la importación de cocaína —refinada desde Alemania y bruta desde Perú— y puso restricciones a la importación de coca.
En el año 1930, solo dos empresas importaban hojas de coca: Merck & Co., fundada en 1891 en la ciudad de Nueva York, y Maywood Chemical Works, fundada en 1895 en la ciudad de Maywood.Las hojas de coca Trujillo importadas eran producidas en el distrito de Otuzco en la región de La Libertad, la única variedad cuyo sabor se consideró apropiado para la bebida Coca Cola.
En 1949, el gobierno del Perú creó la Empresa Nacional de la Coca (ENACO), la única empresa estatal que tiene el monopolio legítimo en la comercialización de la hoja de coca y sus derivados en el país.En 1959 la Compañía Stepan compró la Maywood Chemical Works renombrándola como Maywood Chemical Company. 

### SigloXXI
ENACO exporta a Estados Unidos hojas de coca con permiso de la Administración para el Control de Drogas (DEA) que son procesadas por Maywood Chemical Company de la empresa Stepan Chemicals de Chicago, Illinois. El extracto libre de cocaína se vende a The Coca-Cola Company para su uso en refrescos, mientras que la empresa farmacéutica Mallinckrodt Pharmaceuticals en Saint Louis, Misuri, elabora clorhidrato de cocaína con los restos de la planta que recibe de la Compañía Stepan y lo distribuye al resto del país con fines médicos.

## Volúmenes importados
Estados Unidos es el primer país importador de hojas de coca en el mundo:
| Año       | 2014   | 2015   | 2016  | 2017   | 2018   | 2019   | 2020   | 2021  |
| --------- | ------ | ------ | ----- | ------ | ------ | ------ | ------ | ----- |
| Toneladas | 134,53 | 135,22 | 94,04 | 147,43 | 148,34 | 146,67 | 148,50 | 90,13 |